# Ciawi (Palimanan)
Ciawi is een bestuurslaag in het regentschap Cirebon van de provincie West-Java, Indonesië. Ciawi telt 3728 inwoners (volkstelling 2010).